# Водонаева, Алёна Юрьевна
Алёна Ю́рьевна Водона́ева (имя при рождении — Елена; c 2023 — Алёна; род. 2 июля 1982, Тюмень) — бывшая участница реалити-шоу «Дом-2», экс-телеведущая, журналистка, писательница, фотомодель, блогер.

## Биография
Родилась в семье врача-ортопеда Юрия Водонаева и преподавателя экономики в университете Ларисы Водонаевой. Младший брат — Станислав Водонаев.
Окончила филологический факультет Тюменского государственного университета, специальность — журналист. Работала на телевидении в Тюмени, вела программу о криминальных новостях.
С 10 июля 2004 года участвовала в телевизионном реалити-шоу «Дом-2». Прожив под камерами почти три года и зарекомендовав себя одной из самых ярких и скандальных участниц этого шоу, 12 июня 2007 года покинула телепроект.
Вскоре после ухода из «Дома-2» совместно с группой Plazma записала песню «Бумажное небо», позже стала ведущей интернет-реалити-шоу «Reality Girl», но после конфликтов со своим соведущим Отаром Кушанашвили ушла. Работала ведущей программы «Голая десятка» на телеканале РЕН ТВ.
Работала на интернет-портале Russia.ru, вела авторскую программу «Интервью с Алёной Водонаевой», героями которой в разное время стали Олег Тиньков, Павел Кашин, Сергей Минаев, Илья Стогов, Александр Полеев, DJ Грув и многие другие.
В 2011 году вела реалити-шоу «Спокойной ночи, мужики!» на телеканале ДТВ совместно с Анфисой Чеховой. После закрытия этого проекта вела передачу на интернет-канале «Популярный доктор». В эфир в течение апреля и мая вышло пять выпусков, после чего из-за личных проблем съемки проекта были свернуты. В октябре 2011 года вместе со своим тогдашним возлюбленным Сергеем Ашихминым приняла участие в третьем выпуске игрового реалити-шоу на ОРТ «В тёмной, тёмной комнате». В ноябре того же года приняла участие в шоу «Жестокие игры». Во время прохождения испытания получила травму и выбыла из проекта. В декабре того же года в качестве ведущей приняла участие в съемках шоу «Горячая автомойка» на канале «Перец». В эфир шоу вышло 31 декабря и после шести выпусков было снято с эфира из-за низких рейтингов. Записала в дуэте с украинским певцом Александром Ломинским песню «Сердце ранимое», а в мае 2011 года приняла участие в съёмках клипа на эту песню.
В 2012 году стала ведущей реалити-шоу «Каникулы в Мексике-2» на телеканале MTV Россия. В 2013 году приняла участие в проекте «Танцы со звёздами» на телеканале «Россия-1». В паре с танцором Евгением Папуанишвили заняла 2-е место. В 2014 году приняла участие в спортивно игровом шоу «Дуэль», вышедшем на телеканале «Россия-2». В паре с актёром Александром Константиновым заняла 2-е место по итогам шоу.
С сентября 2016 по декабрь 2017 года работала ведущей на музыкальном канале RU.TV, вела шоу «Пара нормальных» вместе с экстрасенсом Зираддином Рзаевым, программы «Стол заказов» и «Тема». В июне 2017 года снялась в клипе певца Алекса Малиновского на песню «Пойдём со мной». В феврале 2018 года приняла участие в съемках игрового шоу «Пятеро на одного», выходящего на канале «Россия-1».
23 февраля 2009 года открыла личный блог на Mail.ru, который в том же году занял третье место по читаемости после блогов Дмитрия Медведева и Владимира Соловьёва. В 2013 году Алёна стала самым популярным пользователем социальной fashion-сети tagbrand.com.
В 2018 году написала книгу «Голая. Правда о том, как быть настоящей женщиной», в сентябре 2019 года вышла книга в соавторстве с матерью Ларисой под названием «Мамин торт».
Вела авторские колонки в еженедельном журнале 7 дней, журнале Grazia. До февраля 2022 г делала выпуски на общественно-политические темы на своём официальном ютуб-канале Alena Vodonaeva.
В феврале 2022 года стала участницей второго сезона шоу «Звезды в Африке» на телеканале ТНТ.
Также, она перенесла два инсульта.

## Личная жизнь
7 августа 2009 года вышла замуж за бизнесмена Алексея Малакеева. 23 августа 2010 года родила сына Богдана. В сентябре 2011 года они расстались, но официально развелись только в апреле 2013 года.
11 сентября 2017 года вышла замуж второй раз, мужем стал петербургский диджей и музыкант Алексей Комов (известный как Zeskullz, ранее как DJ Kosinus), знакомство с которым произошло весной 2013 года. Летом 2018 года пара сыграла вторую свадьбу в Лас-Вегасе. В 2019 году пара развелась.
В мае 2023 года официально сменила имя с Елена на Алёна.

## Политическая позиция
Осудила аннексию Крыма Россией, назвав её «варварской и агрессивной аннексией», заявила, что «Россия должна будет рассчитаться за Крым, должна будет раскошелиться».
В конце августа 2020 года заявила, что украинские власти справедливо не пускают в страну российских деятелей культуры после посещения аннексированного Крыма: «Если вы поехали в Крым на путинский концерт – вы же обозначили свою позицию».
22 января 2021 года Водонаева выступила в поддержку Алексея Навального после его ареста. По её мнению, россияне живут при политике двойных стандартов, а власти судорожно искали в гугле статьи уголовного кодекса, чтобы посадить его в тюрьму.
13 июля 2023 г. в интервью Алёне Жигаловой высказала прямо противоположную точку зрения в  сравнении с предыдущими интервью Гордону и Шихман. Фактически одобрила политику Путина (см. на Youtube). Позднее, в своём телеграм-канале, продолжала выступать с пророссийской позицией и в поддержку вторжения России в Украину, за что была раскритикована подписчиками.

## Фильмография
| Год  |   | Русское название | Оригинальное название           | Роль           |
| ---- | - | ---------------- | ------------------------------- | -------------- |
| 2000 | ф | Игра на вылет    | Игра на вылет                   | соискательница |
| 2000 | ф | Русские детки—2  | Русские детки—2                 | Лена-крыса     |
| 2008 | ф | Счастливы вместе | Счастливы вместе (эпизод № 245) | камео          |
| 2010 | ф |                  | Партизаны                       | медсестра      |
| 2012 | ф |                  | Деффчонки                       | Галя           |
| 2014 | ф |                  | В Москве всегда солнечно        | Карина         |
| 2024 | ф |                  | Чужая жизнь                     | неизвестно     |